# Taylor County, Wisconsin
Taylor County är ett administrativt område i delstaten Wisconsin, USA, med 20 689 invånare. Den administrativa huvudorten (county seat) är Medford.

## Geografi
Enligt United States Census Bureau har countyt en total area på 2 550 km². 2 525 km² av den arean är land och 25 km² är vatten.

### Angränsande countyn
- Price County - nord
- Lincoln County - öst
- Marathon County - sydost
- Clark County - syd
- Chippewa County - väst
- Rusk County - nordväst